# Apodemus peninsulae
Apodemus peninsulae (Аподемус східноазійський) — вид гризунів роду Apodemus.

## Середовище проживання
Країни поширення: Китай, Японія (Хоккайдо), Казахстан, Південна Корея, Північна Корея, Монголія, Російська Федерація. Житель прибережного лісу, змішаного лісу, лісостепу, трав'янистих полів, посівних площ і лісу до альпійської зони в горах (4000 м). Найбільш поширений у змішаних лісах і густих заростях. Часто трапляється в будинках.

## Звички
Влітку активний у сутінках і вночі, восени і взимку також удень. Використовує природні гнізда або робить нори до 3,5 м в довжину і 30-40 см в глибину. Нори мають кілька комор і 1-2 виходи. Споживає коріння, зерно, насіння, ягоди, горіхи і комах. Запасає горіхи і жолуді. Відтворення починається з танення снігу і триває до заморожування. Зазвичай буває близько 3 виводків, по 5-6 дитинчат.

## Загрози та охорона
Немає серйозних загроз для виду. Його діапазон поширення включає в себе кілька природоохоронних територій.